# Slaget vid Kokoda Track
Slaget vid Kokoda Track var en serie slag under andra världskriget i Kokodapasset som är en bergspassage genom bergskedjan Owen Stanley i Papua Nya Guinea.
Mest känd är passagen för Australiens försvarsinsatser då japanska imperiet försökte invadera den australiska provinsen och staden Port Moresby. Cirka 2000 australiska soldater försvarade bergsvägen till staden som går igenom tät regnskog och berg. 10 000 japanska soldater stred i ungefär ett år men blev slagna med sitt mål Port Moresby inom synhåll. Kokoda är speciellt känt i Australien eftersom det var det enda infanterislaget i andra världskriget som handlade om australiskt territorium.
Om japanska styrkor hade tagit Port Moresby, skulle det ha givit dem en bra flygbas för attacker mot det australiska fastlandet. Kampanjen pågick och mark förlorades och togs. Australien slogs redan på andra fronter och hade därför svårt att sätta in tränade soldater till Kokoda. 
Japanska styrkor gjorde sig skyldiga till flera krigsbrott under denna period.[källa behövs] Kannibalism förekom trots att det fanns förråd med konserver och ris[källa behövs] som hittats när kvarlevorna av australiska soldater hittats. Mord på nunnor och en präst förekom också.[källa behövs]
Resultatet av slaget var att Japan inte längre hotade det australiska fastlandet.

## Kokodakampanjen i populärkultur
I filmen Kokoda (2006) ges exempel på vad som förekom under slaget och hur soldaterna väntade på att tränade soldater som slogs i Afrika skulle komma till hjälp. Den australiska ANZAC-andan framhålls som stark mellan soldaterna.